# Mundo iraniano

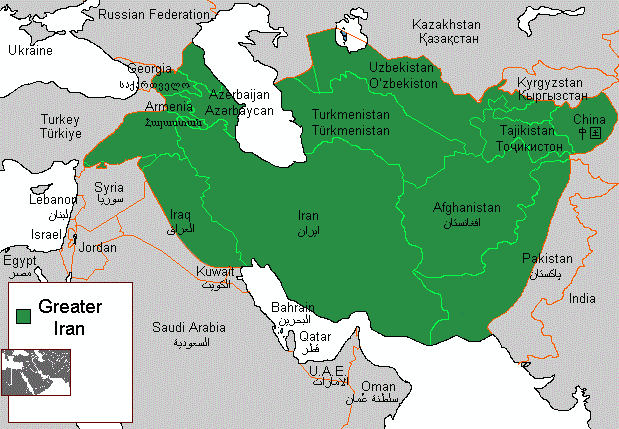
Mapa do mundo iraniano

Mundo iraniano (em persa:  ایران بزرگ  pron: Iran-e Bozorg, também  ایران‌زمین  pron: Iran-zamîn) é a região onde as línguas iranianas eram ou são faladas, e também as regiões que fizeram parte da Pérsia ou dos impérios aquemênida, parta e sassânida. A Enciclopédia Irânica utiliza o termo continente cultural iraniano, e outros nomes como Grande Pérsia ou continente cultural persa, de uso particular no Afeganistão e Tadjiquistão. Sob o ponto de vista irredentista, por vezes é chamado Grande Irão ou Grande Irã. Num sentido mais restrito para comunidade linguística da língua persa, é denominado de iranofonia, ou persofonia.
Tradicionalmente, e até um período recente, a etnicidade nunca foi um critério determinante de separação nestas regiões. Richard Nelson Frye afirma:
"Sublinho muitas vezes que os povos atuais da Ásia Central falam uma língua iraniana ou turca, e têm uma cultura, uma religião e valores sociais comuns, e só a língua os separa."
É apenas na época moderna que as intervenções coloniais ocidentais e a etnicidade se tornaram fator de separação entre as províncias do mundo iraniano. Mas este é mais um super-estado cultural do que um estado político.
De modo claro, o "mundo iraniano" nunca teve fronteiras fixas, nem mesmo de definição precisa. Enquanto certas fontes definem este espaço como o dos Estados do presente do Irão, Afeganistão, Azerbaijão e repúblicas da Ásia Central , outras fontes como as do investigador Richard Nelson Frye dão uma definição mais abrangente incluindo "a maior parte do Cáucaso, do Afeganistão e da Ásia Central, com influências culturais a estenderem-se até ao mundo chinês, ao subcontinente indiano e aos países que falam línguas semitas." Segundo Frye, "Irão significa todos os territórios e povos onde as línguas iranianas são ou foram faladas, e, no passado, as culturas iranianas de múltiplas facetas existiram." (p.xi, Greater Iran).
Na obra Nuzhat al-Qolub (نزهه القلوب),o geógrafo medieval Handalá Mustaufi escreveu:
چند شهر است اندر ایران مرتفع تر از همه
Quantas cidades do Irão são melhores que todas as outras,
بهتر و سازنده تر از خوشی آب و هوا
com o seu agradável clima e cheias de promessas,
گنجه پر گنج در اران صفاهان در عراق
A rica Gandja de Albânia, e também Ispaã,
در خراسان مرو و طوس در روم باشد اقسرا
Merv e Tus em Coração, e Cônia (Aqsara).
Uma lista detalhada destas províncias descreve-se seguidamente.
Dentro do grupo irânico (línguas e povos), estão incluídos os persas, curdos, tajiques, ossetas, balúchis, pastós, parsis, hazaras, zazas; como Estados, estão o Irã e o Tajiquistão, Curdistão e Ossétia reclamando independência, e as regiões de Hazarajat e de Baluchistão, e outras da Turquia à Índia.

## Origens
Em língua persa, o mundo iraniano é chamado Iranzamin (ایران‌زمین), o que significa "terra do Irão". Iranzamin era nos tempos míticos oposta a Turanzamin, a "terra de Turão", que ficava para norte da Ásia Central. (ver Dicionário Dehkhoda entrada "Turan")

## Tratados

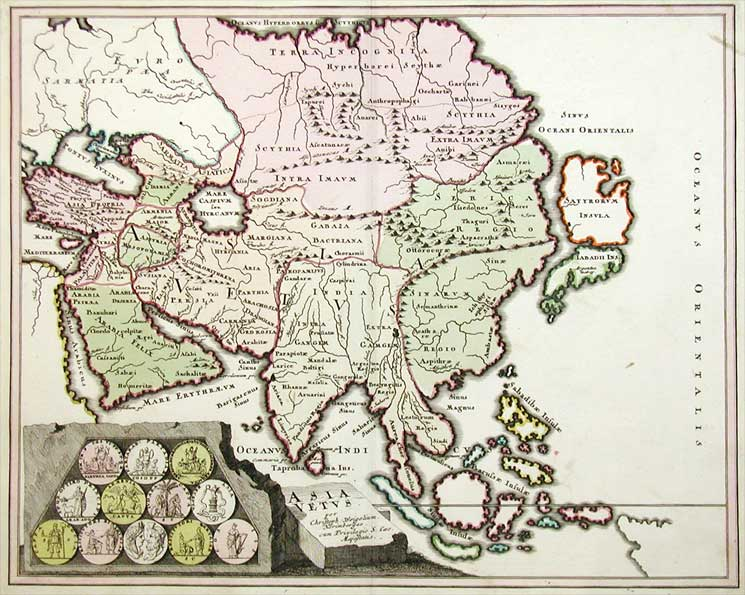
Mapa da Ásia Central, de 1719

- Tratado de Golestão de 1813: O Irão perde controlo sobre numerosos territórios do Cáucaso.
- Tratado de Torkamanchai de 1828: Assinado por Fate Ali Xá. O Império Russo ganha soberania sobre o Cáucaso.
- Declaração de Paris de 1856: Assinado por Naceradim Xá Cajar. O Irão perde Herate e partes do Afeganistão em troca da evacuação de portos do sul do Irão pela Grã-Bretanha.
- Tratado de Achal de 1881: Assinado por Naceradim Xá Cajar. O Irão cede Merv e partes da Corásmia em troca de garantias de segurança por parte da Rússia imperial e regiões próximas do rio Atraque.
- 1893: O Irão perde regiões próximas do rio Atrak que lhe tinham sido entregues no tratado de Achal. Este tratado foi assinado pelo general Boutsoff e por Mirza Ali Asgar Amim Sultão em 27 de maio de 1893.
- 1970: O Irão entrega a soberania sobre o Barém ao Reino Unido em troca de ilhas no Golfo Pérsico.